# Ashes You Leave
Ashes You Leave — метал-группа из Хорватии, первоначальная игравшая музыку в стиле дум-метал, затем перешедшая на более мягкий вариант, близкий к готик-металу.

## История
Первоначальный состав Ashes You Leave был организован в 1995 году группой хорватских музыкантов, которые назвали свой коллектив Icon. Однако после записи первого демоальбома они взяли в качестве названия именование восьмой песни с альбома The Ethereal Mirror дум-метал-группы Cathedral. В 1998 году группа выпустила свой первый полноформатный альбом. Во время существования Ashes You Leave у группы несколько раз менялась ведущая вокалистка.

## Состав
- Тамара Мулаосманович — вокал, клавишные (с 2007 года)
- Берислав Пое — гитара, вокал (с 1995 года)
- Марта Батинич — скрипка (с 1995 года)
- Матия Ремпешич — гитара (с 2007 года)
- Лука Петрович — бас-гитара (с 2007 года)
- Далибор Франькич — ударные (с 2007 года)

## Дискография

### Icon
- ...But Dreaming (демо, 1995)

### Ashes You Leave
- The Kingdom Before the Lies (демо, 1996)
- The Passage Back to Life (1998)[3]
- Desperate Existence (1999)[4]
- The Inheritance of Sin and Shame (2000)[5]
- Fire (2002)
- Songs of the Lost (2009)[6]
- The Cure for Happiness (2012)